# آی‌اف‌ام

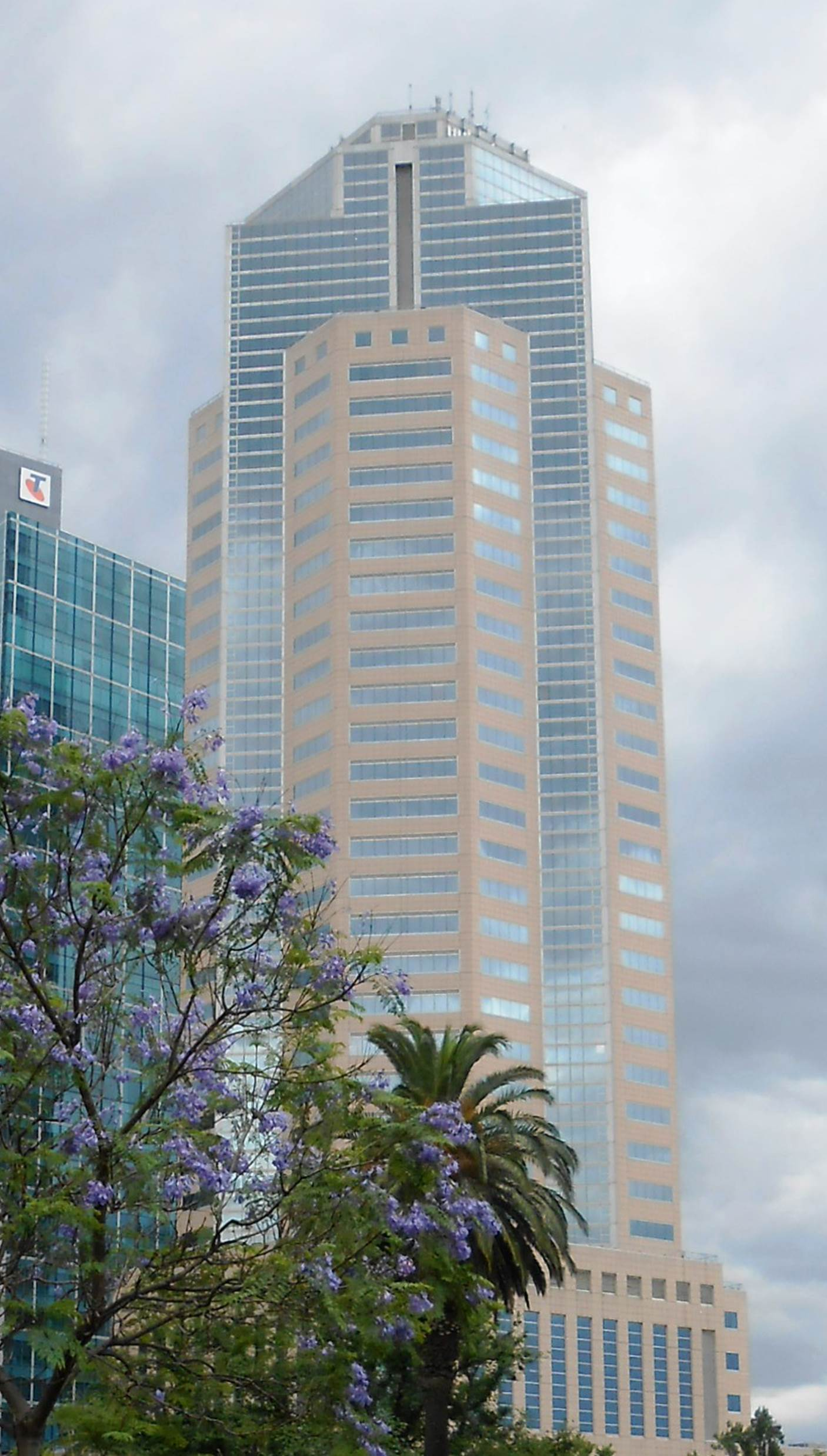
آی‌اف‌ام (انگلیسی: IFM) شرکت سرمایه‌گذاری استرالیایی است، که در سال ۱۹۹۰ تأسیس شد.